# 泰山路站 (芜湖市)
泰山路站为中华人民共和国安徽省芜湖市鸠江区泰山路与千岛湖路交口北侧的一座单轨车站，属于芜湖轨道交通1号线。2021年11月3日投入运营。

## 车站结构
泰山路站为地上三层车站，一层为出入口，二层为车站大堂，三层为车站站台，设有两个侧式站台，并设有半高屏蔽门。

### 车站楼层
| 地上三层          | 站台层 | \| 側式 · 開右邊车门 \| \| \| \| \| \| █ 1号线往保顺路（华山路） \| \| \| \| █ 1号线往白马山（衡山路） \| \| 側式 · 開右邊车门 \| \| \| |
| 地上二层          | 站厅   | 客服中心、自动售票机、验票机 |
| 地面              | 出入口 | 1、2、3、4出入口 |
| 側式 · 開右邊车门 |        | |
|                   |        | █ 1号线往保顺路（华山路） |
|                   |        | █ 1号线往白马山（衡山路） |
| 側式 · 開右邊车门 |        | |

## 车站出口
泰山路站共设4个出口，各出口及周围设施如下所示：
| 出口编号            | 照片 | 地点         | 可到达目的地                  |
| ------------------- | ---- | ------------ | ----------------------------- |
| 1 · 出口 · （设有） |      | 千岛湖路东侧 | 安得物流                      |
| 2 · 出口            |      | 千岛湖路西侧 | 奇瑞BOBO城                    |
| 3 · 出口            |      | 千岛湖路西侧 | 奇瑞BOBO城、宜居·蓝鲸湾祥和园 |
| 4 · 出口            |      | 千岛湖路东侧 | 安得物流、清堰塘              |
| 图例： 设有         |      |              |                               |

## 接驳交通

### 公交车
- 千岛湖路泰山路：204路
- 安得物流：88、204路
- 奇瑞BOBO城：88路